# وسترپلاته

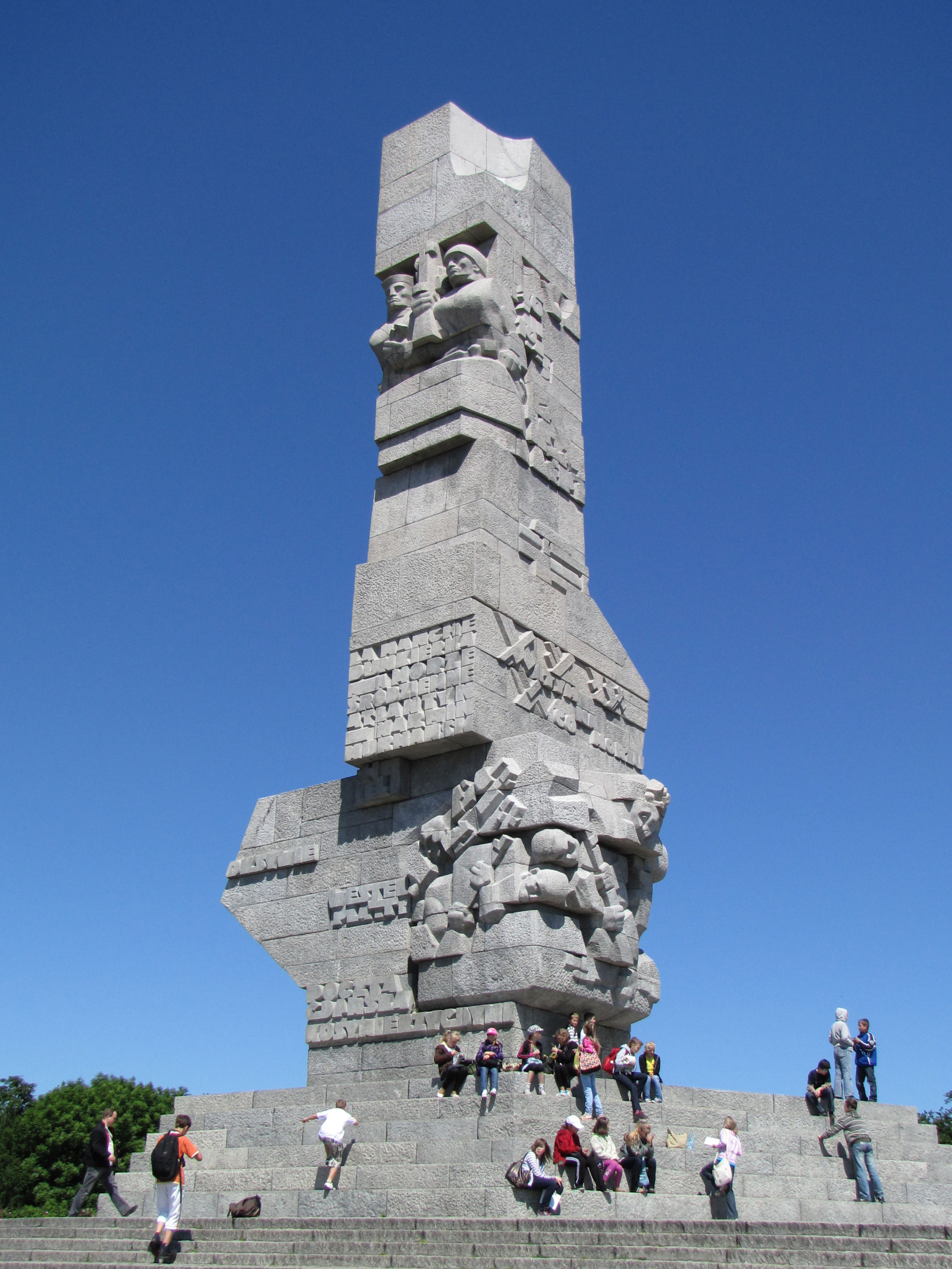
بنای یادبود وسترپلاته به یاد مدافعان لهستان

وسترپلاته (انگلیسی: Westerplatte) یک شبه‌جزیره در گدانسک، لهستان، واقع در ساحل دریای بالتیک دهانه ویستولای مرده (یکی از مصب دلتای ویستولا پایرود)، در کانال بندر گدانسک. از سال ۱۹۲۶ تا ۱۹۳۹ این مکان محل یک انبار ترانزیت نظامی لهستانی (WST) بود که در محدوده شهر آزاد ایالت آزاد دانتسیش (اکنون گدانسک) بود.